# La Ville-aux-Clercs
La Ville-aux-Clercs is een gemeente in het Franse departement Loir-et-Cher (regio Centre-Val de Loire). De plaats maakt deel uit van het arrondissement Vendôme. La Ville-aux-Clercs telde op 1 januari 2022 1.223 inwoners.

## Geografie
De oppervlakte van La Ville-aux-Clercs bedroeg op 1 januari 2022 26,61 vierkante kilometer; de bevolkingsdichtheid was toen 46 inwoners per km².
De onderstaande kaart toont de ligging van La Ville-aux-Clercs met de belangrijkste infrastructuur en aangrenzende gemeenten.

## Demografie
Onderstaande figuur toont het verloop van het inwonertal (bron: INSEE-tellingen).